# Округ Џонстон (Оклахома)
Џонстон (енгл. Johnston County) је округ у америчкој савезној држави Оклахома.

## Демографија
По попису из 2010. године број становника је 10.957, што је 444 (4,2%) становника више него 2000. године.
| Група             | 2000.         | 2010.         |
| Белци             | 7.927 (75,4%) | 7.854 (71,7%) |
| Афроамериканци    | 174 (1,7%)    | 212 (1,9%)    |
| Азијати           | 28 (0,3%)     | 27 (0,2%)     |
| Хиспаноамериканци | 260 (2,5%)    | 423 (3,9%)    |
| Укупно            | 10.513        | 10.957        |